# Beckerina irregularis
Beckerina irregularis är en tvåvingeart som beskrevs av Borgmeier 1925. Beckerina irregularis ingår i släktet Beckerina och familjen puckelflugor. Inga underarter finns listade i Catalogue of Life.